# Tunturisalmijärvi
Tunturisalmijärvi är en sjö i Pajala kommun i Norrbotten och ingår i Torneälvens huvudavrinningsområde.